# 哥伦布 (纽约州)
哥伦布（英語：Columbus）是美国纽约州希南戈县的一个镇，地处希南戈县东北角，同时位于诺威奇东北。2010年美国人口普查时，该镇有975人。最初的定居者于1791年左右到达此地。1805年，哥伦布镇正式建立。